# Ponticocytheres
Ponticocytheres is een geslacht van kreeftachtigen uit de klasse van de Ostracoda (mosselkreeftjes).

## Soort
- Ponticocytheres ichthyoderma (Brady, 1890)